# Trichomycterus giganteus
Trichomycterus giganteus är en fiskart som beskrevs av Lima och Costa 2004. Trichomycterus giganteus ingår i släktet Trichomycterus och familjen Trichomycteridae. Inga underarter finns listade i Catalogue of Life.